# Xã Adrian, Quận Edmunds, South Dakota
Xã Adrian (tiếng Anh: Adrian Township) là một xã thuộc quận Edmunds, tiểu bang Nam Dakota, Hoa Kỳ. Năm 2010, dân số của xã này là 14 người.